# The Settlers 7 : À l'aube d'un nouveau royaume
The Settlers : À l'aube d'un nouveau royaume (The Settlers 7: Paths to a Kingdom) est un jeu vidéo de gestion et de stratégie en temps réel développé par Blue Byte Software sur PC. Il fait partie de la série The Settlers et est la suite de The Settlers VI : Bâtisseurs d'empire sorti en 2007.